# ロレンツォ・ムゼッティ
ロレンツォ・ムゼッティ（Lorenzo Musetti, イタリア語発音: [l̺oˈr̺en̪t̪͡s̪o muˈz̪et̪ːi]; 2002年3月3日 - ）は、イタリア・トスカーナ州・カッラーラ出身の男子プロテニス選手。ATPツアーでシングルス2勝を挙げている。ATPランキング自己最高位はシングルス6位、ダブルス142位。身長185cm、体重78kg。右利き、バックハンド・ストロークは片手打ち。

## 選手経歴

### ジュニア時代
2002年3月3日にイタリアで大理石生産業に従事する父フランチェスコと会社員をしている母サブリナの元に生まれた。4歳のときにテニスを始めて、シモーネ・タルタリーニの指導を受けていた。憧れていた選手はロジャー・フェデラーだった。

### 2017年 ツアー参戦
2017年7月にポンテデーラで行われたITF M15でプロ大会デビュー。

### 2018年 全米ジュニア準優勝
2018年全米オープンジュニア男子シングルスの決勝で、チアゴ・ザイボチ・ヴィウチに1-2で敗れ準優勝。

### 2019年 ジュニア世界1位 プロ転向
2019年全豪オープンジュニア男子シングルスの決勝で、エミリオ・ナヴァを2-1で下し優勝。同年2月のベルガモでチャレンジャー初出場。6月にITFジュニア世界ランキング1位となった。10月にはアンタルヤで行われたITF M15でプロレベルで初となる優勝を果たした。年間最終ランキングは360位。

### 2020年 チャレンジャー初優勝
2020年全豪オープンでグランドスラム予選に初出場し、シングルス予選1回戦でウェイントラウブを2-0、予選2回戦でコピルを2-1で下したが、予選3回戦でフリークスポールに0-2で敗れた。2月のドバイで予選を勝ち抜き、ATPツアー本戦進出を果たした。本戦1回戦はアンドレイ・ルブレフに0-2で敗れた。
9月のローマで予選を勝ち抜き、ATPマスターズ1000で初めて本戦進出を果たす。1回戦でスタン・ワウリンカを2-0で下しATPツアー初勝利。2回戦も錦織圭を2-0で下したが、3回戦でドミニク・ケプファーに0-2で敗れた。翌週行われたフォルリのシングルスで、ガバシュビリ、ティアフォー、セッピ、モンテイロらを下し、チャレンジャー初優勝を挙げた。年間最終ランキングは128位。

### 2021年 トップ100入り
全豪オープンでは予選1回戦でボーティック・ファン・デ・ザンスフルプに6-3, 1-6, 4-6で敗れた。同月のアンタルヤ1で2回目のチャレンジャー決勝進出を果たしたが、ハウメ・ムナールに敗れ準優勝。2月のビエッラ2で3回目のチャレンジャー決勝となったが、權順宇に2-6, 3-6のストレートで敗れ準優勝。3月のメキシコ・オープンで予選を勝ち抜き本戦進出。1回戦で第3シードで当時ランキング9位のディエゴ・シュワルツマンと対戦、6-3, 2-6, 6-4で下し、対トップ10初勝利を挙げた。2回戦でフランシス・ティアフォー、準々決勝でグリゴール・ディミトロフらを下して、ベスト4入り。準決勝ではステファノス・チチパスに1-6, 3-6のストレートで敗れた。マイアミ・オープンでは3回戦でマリン・チリッチに6-3, 6-4のストレートで敗れた。

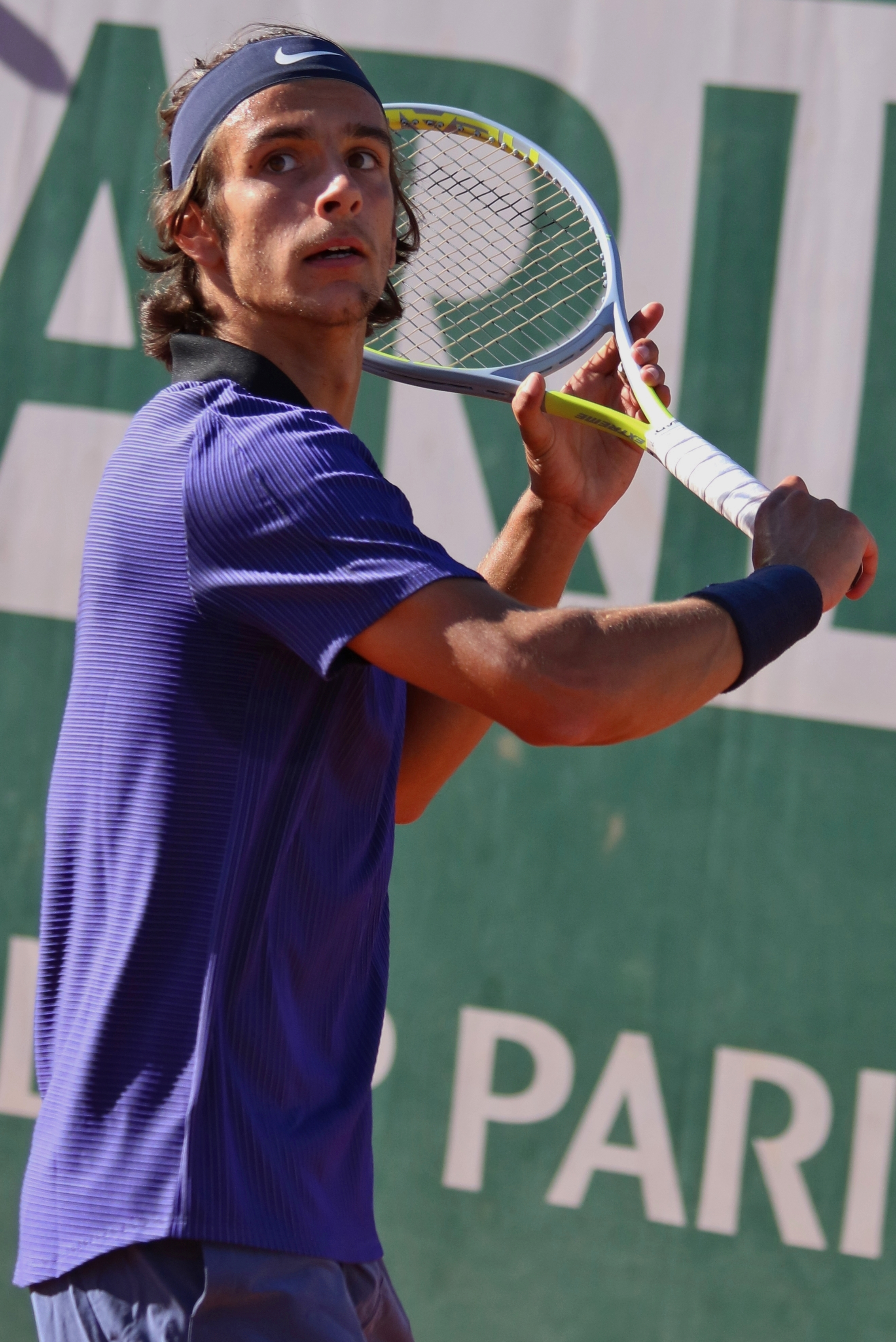
2021年全仏オープンでのロレンツォ・ムゼッティ

モンテカルロ・マスターズではアスラン・カラツェフに3-6, 4-6のストレートで初戦敗退。バルセロナ・オープンではフェリックス・オジェ＝アリアシムに6-4, 3-6, 0-6で敗れた。マドリード・オープンでは予選敗退。ローマ・マスターズではホベルト・ホルカシュ戦で4-6, 0-2の時点で相手の途中棄権で初戦突破。2回戦ではライリー・オペルカに4-6, 4-6のストレートで敗退。リヨン・オープンではベスト4入りするも、またしてもチチパスに6-4, 3-6, 0-6で敗れた。全仏オープンでは3回戦で同胞のマルコ・チェッキナートを3-6, 6-4, 6-3, 3-6, 6-3のフルセットで破り、四大大会で初のベスト16進出を果たした。4回戦でノバク・ジョコビッチに7-6(7), 7-6(2), 1-6, 0-6, 0-4の時点で途中棄権するも、当時世界ランキング1位かつ第1シード相手に2セット先取する奮闘を見せる活躍ぶりだった。
ウィンブルドン選手権では第14シードのホルカシュにストレートで初戦敗退。ウエスタン・アンド・サザン・オープンではケビン・アンダーソンに予選敗退。全米オープンでは2回戦でオペルカにストレートで敗退。BNPパリバ・オープンではアルベルト・ラモス＝ビノラスに6-1, 6-3のストレートで初戦敗退。
ネクストジェネレーション・ATPファイナルではユーゴ・ガストンを4-2, 4-2, 2-4, 3-4, 4-2で下すも、セバスティアン・バエスに1-4, 1-4, 4-3, 3-4、セバスチャン・コーダに4-2, 4-3, 4-2で敗れ、ラウンドロビン敗退。年間最終ランキングは59位。

### 2022年 ツアー初優勝 デビス杯ベスト4
全豪オープンでは初の本戦入りするも、1回戦で第32シードのアレックス・デミノーに6-3, 3-6, 0-6, 3-6で敗れた。ABNアムロ・オープンでは初のATPツアー・500シリーズでベスト8入り。BNPパリバ・オープンでは2回戦でライリー・オペルカに敗れた。マイアミ・オープンではアレクセイ・ポピリンに初戦敗退。

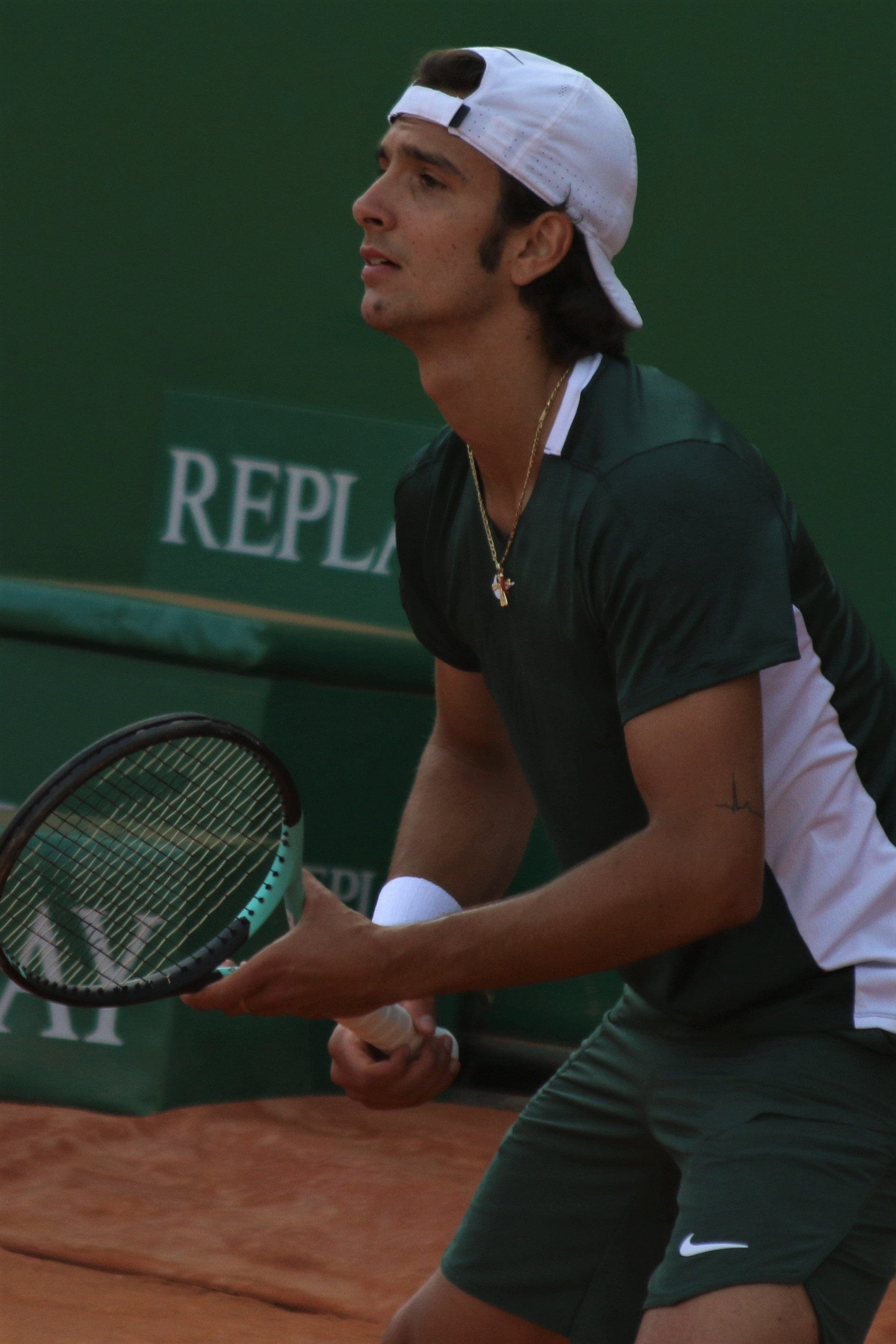
2022年モンテカルロ・マスターズでのロレンツォ・ムゼッティ

モンテカルロ・マスターズでは3回戦でディエゴ・シュワルツマンに敗退。バルセロナ・オープンでもシュワルツマンに3回戦敗退。マドリード・オープンでは予選を通過して、3回戦まで進出するも、アレクサンダー・ズベレフ戦を3-6, 0-1の時点で途中棄権した。全仏オープンでは1回戦で第4シードかつ昨年の準優勝者であるステファノス・チチパスに7-5, 6-4, 2-6, 3-6, 2-6の2セットを先取する活躍をするも、フルセットの熱戦の末に初戦で姿を消すも、ATPチャレンジャーフォルリ6ではATPチャレンジャーツアー4勝目を挙げた。
ウィンブルドン選手権では1回戦で第11シードのテイラー・フリッツに4-6, 4-6, 3-6のストレートで敗れた。ドイツ国際オープンでは決勝でカルロス・アルカラスを6-4, 6-7(6), 6-4で破り、悲願のツアー初優勝を果たした。ウエスタン・アンド・サザン・オープンではボルナ・コリッチに初戦敗退。全米オープンでは第26シードとして出場し、1回戦ではダビド・ゴファンを3-6, 7-5, 6-4, 3-6, 7-6(9)のフルセットの末に勝利を収めた。ソフィア・オープンとフィレンツェ・オープンでベスト4入りをする好調ぶりを見せ、そして、ナポリ・オープンでは決勝で決勝で同胞のマッテオ・ベレッティーニを7-6(5), 6-2のストレートで勝利し、ツアー2勝目を挙げた。パリ・マスターズではベスト8入りして、準々決勝でノバク・ジョコビッチに0-6, 3-6で完敗した。
ネクストジェネレーション・ATPファイナルでは第2シードとして出場する。グループステージでは第6シードの曾俊欣を4-2, 4-2, 4-2で破るも、第7シードのドミニク・シュトリッカーに3-4(5), 3-4(6), 4-3(7), 4-3(6), 3-4(3)で惜敗。そして第3シードのジャック・ドレイパー1-4, 0-4, 3-4(3)で敗れ、ラウンドロビン敗退。
デビスカップ2022にはイタリア代表とした出場。マッテオ・ベレッティーニとヤニック・シナーが欠場したため、実質2番手として参戦し、アメリカ代表のテイラー・フリッツに6-7(8), 3-6で敗れるも、チームはベスト4入り。準決勝のカナダ代表戦ではフェリックス・オジェ＝アリアシムに3-6, 4-6で敗れ、シーズン終了。年間最終ランキングは23位。

### 2023年 デビス杯初優勝 ユナイテッド杯準優勝 トップ15入り
1月、ユナイテッド・カップではイタリア代表として選出され、決勝進出。決勝戦でのアメリカ戦シングルス第2試合ではフランシス・ティアフォーと対決したが、右肩の負傷により、第1セット2-6が終了した時点で右肩の負傷のため途中棄権となり、アメリカ代表に敗れ、チームは準優勝。大会後には世界ランキング19位となり、トップ20入りとなった。全豪オープンでは第17シードとして出場するも、ロイド・ハリスに4-6, 1-6, 7-6(0), 6-2, 6-7(4)のフルセットの熱戦の末に初戦敗退。
2月、アルゼンチン・オープンではベスト8進出するも、準々決勝でファン パブロ・バリーリャスに4-6, 4-6のストレートで敗れた。リオ・オープンではニコラス・ジャリーに4-6, 1-6の初戦敗退。
3月、チリ・オープンではハウメ・ムナルに4-6, 4-6、BNPパリバ・オープンではアドリアン・マナリノに4-6, 4-6、マイアミ・オープンではイジー・レヘチカに4-6, 4-6のストレートで3大会連続で初戦敗退となった。

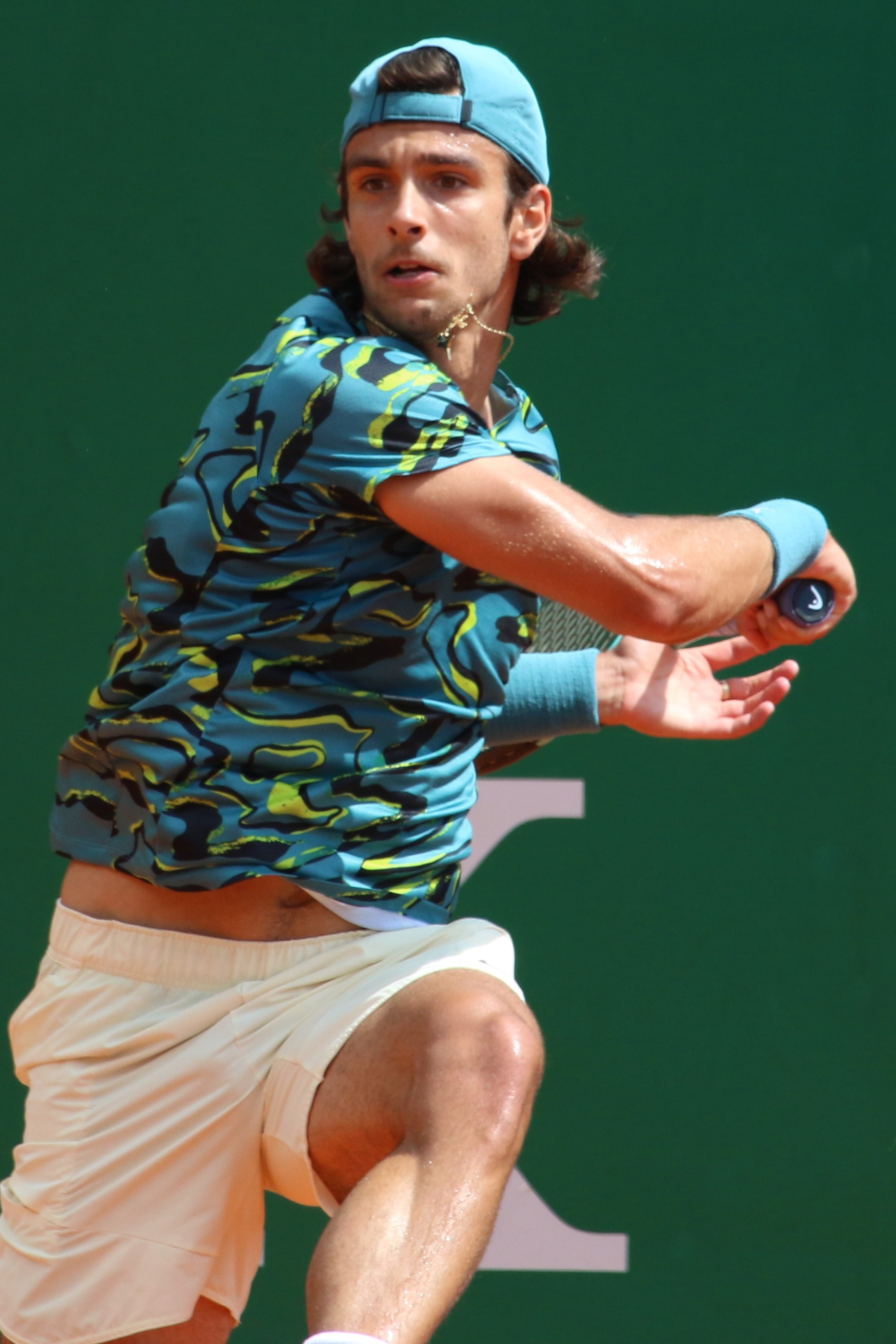
2023年モンテカルロ・マスターズでのロレンツォ・ムゼッティ

4月、モンテカルロ・マスターズでは1回戦でミオミル・ケツマノビッチに7-6, 6-0で、2回戦ではルカ・ナルディに6-0, 6-0のダブルベーグルで勝利した。続く3回戦では世界1位のノバク・ジョコビッチにで、4度目の挑戦で初白星（4–6, 7–5, 6–4）を挙げ、マスターズ2度目のベスト8入りを果たした。準々決勝では同胞のヤニック・シナーに2-6, 2-6のストレートで敗れた。バルセロナ・オープンではベスト4進出するも、準決勝ではステファノス・チチパスに4-6, 7-5, 3-6で敗退。マドリード・オープンではヤニック・ハンフマンに4-6, 6-7(3)のストレートで初戦敗退。
5月、BNLイタリア国際では2回戦でマッテオ・アルナルディを6-4, 6-4、3回戦でフランシス・ティアフォーを5-7, 6-4, 6-3でそれぞれ下すも、4回戦ではチチパスに5-7, 5-7のストレートで敗退。
6月、全仏オープンでは第17シードとして出場。3回戦で第14シードのキャメロン・ノリーに6-1, 6-2, 6-4のストレートで勝利し、2年ぶりに自身2度目の4回戦進出。4回戦では第1シードのカルロス・アルカラスに3-6, 2-6, 2-6のストレートで敗れた。芝シーズンとなり、シュトゥットガルト・オープンとクイーンズ・クラブ選手権の両大会ではベスト8進出。準々決勝ではティアフォーとホルガ・ルーネにそれぞれ敗れた。6月26日には世界ランキング15位となり、トップ15入りを果たした。
7月、ウィンブルドン選手権では第14シードとして出場。1回戦でバリーリャスを6-3, 6-1, 7-5、2回戦でムナルを6-4, 6-3, 6-1のストレートでそれぞれ勝利するも、3回戦では第17シードのホベルト・ホルカシュに6-7(4), 4-6, 4-6のストレートで敗れた。
8月、ナショナル・バンク・オープンでは2回戦で西岡良仁を6-4, 6-1、3回戦でタナシ・コキナキスを6-4, 5-7, 4-6でそれぞれ下すも、4回戦ではダニール・メドベージェフに4-6, 4-6のストレートで敗れた。ウエスタン・アンド・サザン・オープンでは2回戦でメドベージェフに3-6, 2-6のストレートで敗れた。全米オープンでは第18シードとして出場するも、予算通過者のティトゥアン・ドロゲに3-6, 6-0, 7-6(5), 3-6, 2-6のフルセットの末に初戦敗退となった。
9月、成都オープンではベスト4進出するも、準決勝でロマン・サフィウリンに3-6, 4-6のストレートで敗れた。
10月、チャイナ・オープンでは1回戦でカレン・ハチャノフを6-3, 1-6, 6-2で初戦を突破するも、2回戦では第1シードのアルカラスに2-6, 2-6のストレートで敗れた。その後の上海マスターズでは許育修に3-6, 4-6、エルステ・バンク・オープンではグリゴール・ディミトロフに3-6, 4-6、続くパリ・マスターズではディミトロフに2-6, 7-6(4), 3-6でそれぞれ初戦敗退となった。
11月、ソフィア・オープンではジャック・ドレイパーに5-7, 2-6のストレートで初戦敗退。2023年デビスカップではデビスカップイタリア代表として選出され、準決勝ではデビスカップセルビア代表のミオミル・キツマノビッチを7-6(7), 2-6, 1-6の逆転で敗れたものの、イタリアの47年ぶりの優勝に貢献した。ネクストジェネレーション・ATPファイナルズでは3年連続で出場資格を取得していたが、出場はしなかった。年間最終ランキングは27位。

### 2024年 パリ五輪銅メダル ウィンブルドンベスト4 デビス杯2連覇

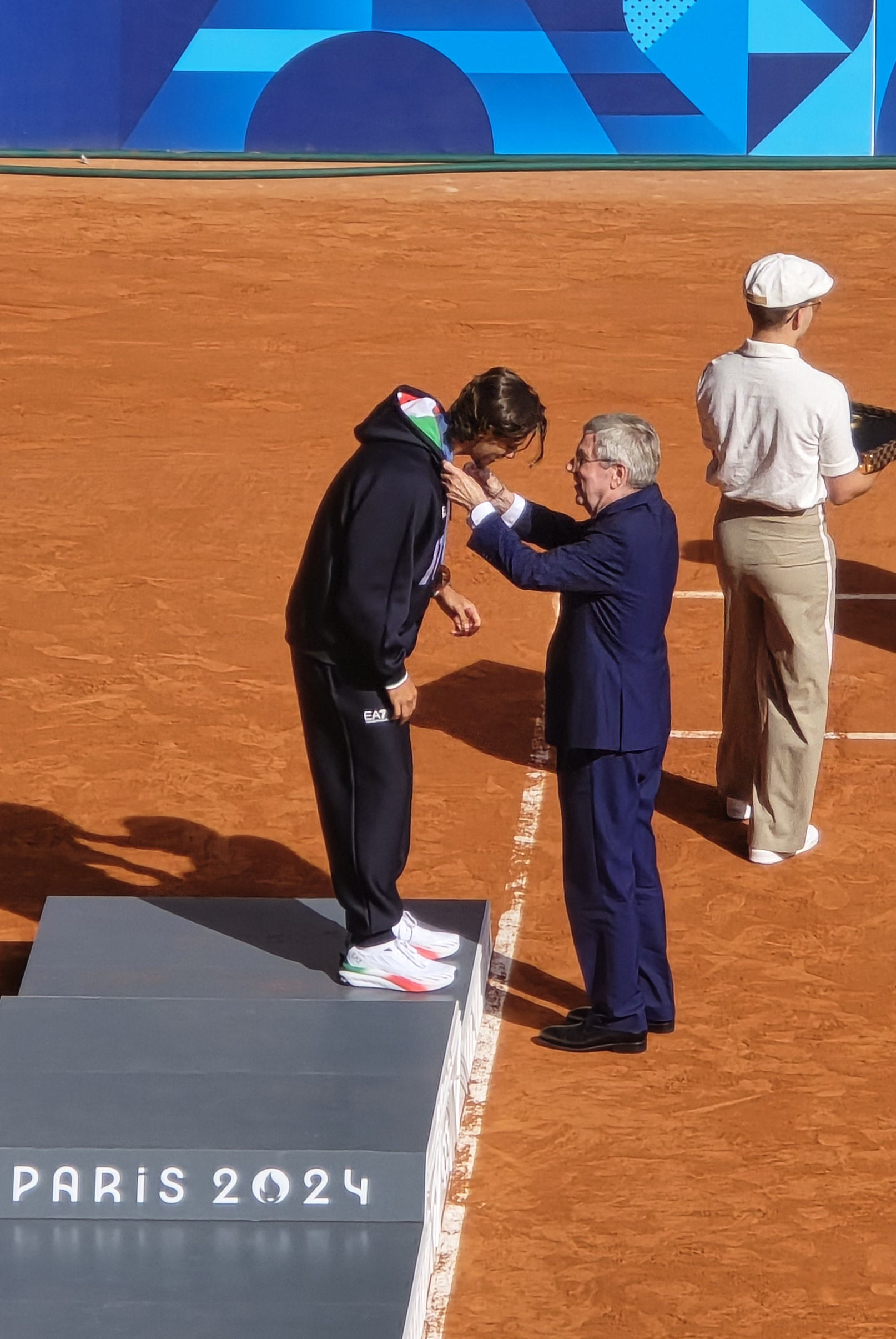
パリ五輪にて銅メダルを授かるロレンツォ・ムゼッティ

1月、全豪オープンでは第24シードとして出場。1回戦ではバンジャマン・ボンジを7-6(3), 7-6(4), 4-6, 6-2で下して、初戦突破をするも、2回戦ではルカ・ヴァン・アッシュに3-6, 6-3, 7-6(5), 3-6, 0-6のフルセットで敗れた。
2月、カタール・エクソンモービル・オープンではジャン・ジジェンに2-6, 0-6のストレートで初戦敗退するも、ダブルスではロレンツォ・ソネゴと組み、第1シードのジェイミー・マレー/マイケル・ヴィーナス組に6-7(0), 6-2, 8-10で敗れ、準優勝を飾った。
3月、BNPパリバ・オープンではデニス・シャポバロフに6-4, 2-6, 7-5で初戦突破するも、3回戦でホルガ・ルーネに2-6, 6-7(5)のストレートで敗退。マイアミ・オープンでは3回戦でベン・シェルトンを6-4, 7-6(5)のストレートで破るも、4回戦ではカルロス・アルカラスに3-6, 3-6のストレートで敗れた。
4月、モンテカルロ・マスターズではテイラー・フリッツを6-4, 6-4のストレートで初戦突破するも、3回戦でノバク・ジョコビッチに5-7, 3-6のストレートで敗れた。マドリード・オープンではチアゴ・ザイボチ・ヴィウチに4-6, 4-6のストレートで初戦敗退となった。
5月、カリアリ・チャレンジャーでは決勝でマリアーノ・ナヴォーネに5-7, 1-6のストレートで敗れ、準優勝。トリノ・チャレンジャーでは決勝でフランチェスコ・パッサーロに3-6, 5-7のストレートで敗れ、再び準優勝を飾った。第30シードとして迎えた全仏オープンでは2回戦でガエル・モンフィスを7-5, 6-1, 6-4のストレートで下すも、3回戦では第1シードのノバク・ジョコビッチに5-7, 7-6(6), 6-2, 3-6, 0-6のフルセットの末に敗れた。
6月、BMWオープンではベスト4入りするも、準決勝でマッテオ・ベレッティーニに4-6, 0-6のストレートで敗れた。クイーンズ・クラブ選手権では決勝進出するも、決勝でトミー・ポールに1-6, 6-7(8)で敗れ、準優勝となった。
7月、ウィンブルドン選手権では第25シードとして出場し、初のグランドスラムベスト8進出を果たした。準々決勝では第13シードのフリッツを3-6, 7-6(5), 6-2, 3-6, 6-1のフルセットで破り、四大大会で初のベスト4進出を果たした。準決勝では第2シードのジョコビッチに4-6, 6-7(2), 4-6のストレートで敗れた。同月末のクロアチア・オープンでは決勝進出するも、フランシスコ・セルンドロに6-2, 4-6, 6-7(5)の逆転で敗れ、惜しくも準優勝となった。
2024年パリオリンピックのテニス競技ではイタリア代表として出場となり、この夏の快進撃を見せる。1回戦ではモンフィスを6-1, 6-4、2回戦ではナヴォーネを7-6(2), 6-3、3回戦ではフリッツを6-4, 7-5で下して、初のベスト8進出。準々決勝ではアレクサンダー・ズベレフに5-7, 5-7で下して、ここまですべてストレートで勝利し、ベスト4進出を果たす。準決勝ではジョコビッチに4-6, 2-6のストレートで敗れるも、3位決定戦ではフェリックス・オジェ＝アリアシムに6-4, 1-6, 6-3で勝利したことで銅メダルを獲得し、同種目でイタリア人がメダルを獲得するのは100年ぶり2人目の快挙となった。

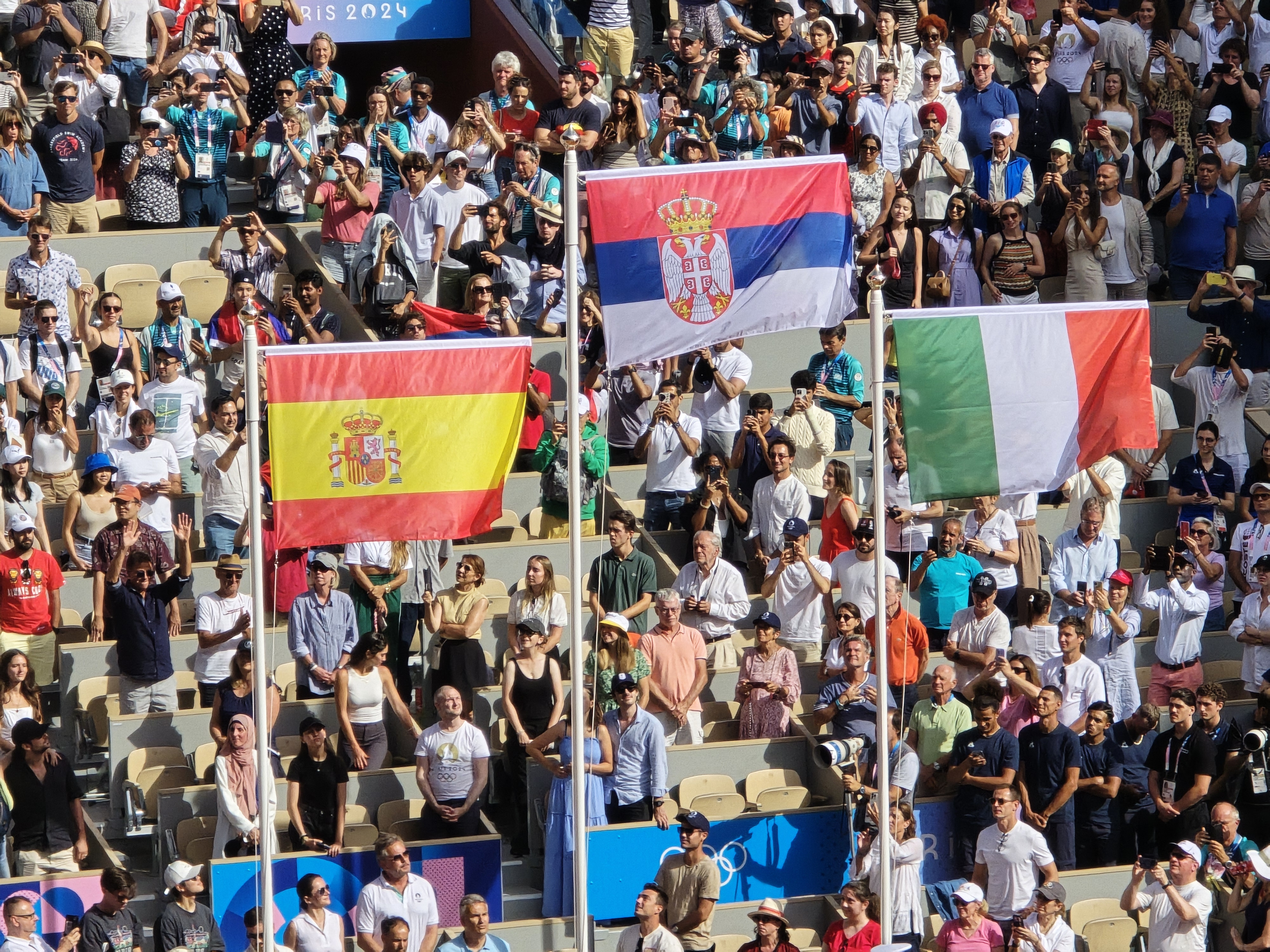
2024年パリ五輪にて

8月、シンシナティ・オープンではニコラス・ジャリーを2時間47分に及ぶ熱戦を制して、4-6, 7-6(5), 7-6(4)の逆転で破り、2年連続2度目の初戦突破を果たした。2回戦でフランシス・ティアフォーに3-6, 2-6のストレートで敗れた。全米オープンでは第18シードとして出場。1回戦でライリー・オペルカを7-6(3), 1-6, 6-1, 7-5、2回戦でミオミル・キツマノビッチを6-3, 4-6, 4-6, 6-2, 7-5のフルセットの末に勝利するも、3回戦ではブランドン・ナカシマに2-6, 6-3, 3-6, 6-7(4)で敗れた。
9月、成都オープンでは第1シードとして出場して順当に決勝進出。決勝では地元の商竣程に6-7(4), 1-6のストレートで敗れ、準決勝となった。翌週のチャイナ・オープンでは2回戦で地元のブ・ユンチャオケテに2-6, 4-6のストレートで敗れた。
10月、上海マスターズでは2回戦でダビド・ゴファンに6-1, 6-7(6), 2-6の逆転で初戦敗退。エルステ・バンク・オープンでは準々決勝で第1シードのアレクサンダー・ズベレフを2-6, 7-6(5), 6-4の逆転で破り、ベスト4進出するも、準決勝でジャック・ドレイパーに2-6, 4-6のストレートで敗れた。パリ・マスターズではヤン＝レナード・ストルフに4-6, 2-6のストレートで初戦敗退。
11月、2024年デビスカップではデビスカップイタリア代表として2年連続選出され、準々決勝ではデビスカップアルゼンチン代表のフランシスコ・セルンドロを6-4, 6-1のストレートで勝利し、イタリア代表の2連覇に貢献することができた。年間最終ランキングは17位。

### 2025年 マスターズ準優勝 トップ10入り
1月、全豪オープンでは第16シードとして出場。1回戦では同胞のマッテオ・アルナルディを7-6(4), 4-6, 7-6(5), 6-3で破り、2回戦ではデニス・シャポバロフを7-6(3), 7-6(6), 6-2のストレートで下して、大会初の3回戦進出。3回戦では第21シードのベン・シェルトンに3-6, 6-3, 4-6, 6-7(5)で敗れた。
2月、アルゼンチン・オープンではコランタン・ムーテを6-2, 6-3のストレートで破り、初戦突破して、ベスト8進出をするも、準々決勝のペドロ・マルティネス戦を前に棄権となった。
3月、BNPパリバ・オープンでは3回戦でアルトゥール・フィスに3-6, 7-6(4), 6-3の逆転で、マイアミ・オープンでは4回戦でノバク・ジョコビッチに2-6, 2-6のストレートでそれぞれ敗れた。
4月、クレーシーズンとなり、モンテカルロ・マスターズでは5年連続5度目の出場となり、3回戦で同胞のマッテオ・ベレッティーニを6-3, 6-3のストレートで下して、自身2度のベスト8進出。準々決勝ではステファノス・チチパスを1-6, 6-3, 6-4、準決勝ではアレックス・デミノーを1-6, 6-4, 7-6(4)の逆転でそれぞれ下して、ATPマスターズ1000初の決勝進出。決勝ではカルロス・アルカラスに6-3, 1-6, 0-6の逆転で敗れた。大会後には世界ランキング11位を更新した。

## 人物
2024年3月16日、ガールフレンドであるヴェロニカ・コンファルニエリとの間に第一子となる男の子ルドヴィコくんが誕生したと報告した。
もし、テニス選手になっていなかったら俳優になっていただろうと述べている。憧れの俳優はアメリカ人俳優のアル・パチーノである。

## ATPツアー決勝進出結果

### シングルス: 6回 (2勝4敗)
| 大会グレード                    |
| グランドスラム (0–0)            |
| ATPファイナルズ (0–0)           |
| ATPツアー・マスターズ1000 (0–1) |
| ATPツアー500 (1–1)              |
| ATPツアー250 (1–2)              |

| サーフェス別タイトル |
| ハード (1–1)         |
| クレー (1–2)         |
| 芝 (0–1)             |

| 結果   | No. | 決勝日         | 大会         | サーフェス | 対戦相手                 | スコア             |
| ------ | --- | -------------- | ------------ | ---------- | ------------------------ | ------------------ |
| 優勝   | 1.  | 2022年7月24日  | ハンブルク   | クレー     | カルロス・アルカラス     | 6-4, 6-7(6-8), 6-4 |
| 優勝   | 2.  | 2022年10月23日 | ナポリ       | ハード     | マッテオ・ベレッティーニ | 7-6(7-5), 6-2      |
| 準優勝 | 1.  | 2024年6月23日  | ロンドン     | 芝         | トミー・ポール           | 1-6, 6-7(8-10)     |
| 準優勝 | 2.  | 2024年7月27日  | ウマグ       | クレー     | フランシスコ・セルンドロ | 6-2, 4-6, 6-7(5-7) |
| 準優勝 | 3.  | 2024年9月24日  | 成都         | ハード     | 商竣程                   | 6-7(4-7), 1-6      |
| 準優勝 | 4.  | 2025年4月13日  | モンテカルロ | クレー     | カルロス・アルカラス     | 6-3, 1-6, 0-6      |

## 成績
略語の説明
| W | F | SF | QF | #R | RR | Q# | LQ | A | Z# | PO | G | S | B | NMS | P | NH |

W=優勝, F=準優勝, SF=ベスト4, QF=ベスト8, #R=#回戦敗退, RR=ラウンドロビン敗退, Q#=予選#回戦敗退, LQ=予選敗退, A=大会不参加, Z#=デビスカップ/BJKカップ地域ゾーン, PO=デビスカップ/BJKカッププレーオフ, G=オリンピック金メダル, S=オリンピック銀メダル, B=オリンピック銅メダル, NMS=マスターズシリーズから降格, P=開催延期, NH=開催なし.

### シングルス

#### グランドスラム大会
| 大会           | 2020 | 2021 | 2022 | 2023 | 2024 | 2025 | 通算成績 |
| -------------- | ---- | ---- | ---- | ---- | ---- | ---- | -------- |
| 全豪オープン   | Q3   | Q1   | 1R   | 1R   | 2R   | 3R   | 3–4      |
| 全仏オープン   | A    | 4R   | 1R   | 4R   | 3R   | SF   | 13–5     |
| ウィンブルドン | NH   | 1R   | 1R   | 3R   | SF   | 1R   | 7–5      |
| 全米オープン   | A    | 2R   | 3R   | 1R   | 3R   |      | 5–4      |

### 大会最高成績
| 大会                     | 成績 | 年         |
| ------------------------ | ---- | ---------- |
| ATPファイナルズ          | A    | 出場なし   |
| インディアンウェルズ     | 3R   | 2024, 2025 |
| マイアミ                 | 4R   | 2024, 2025 |
| モンテカルロ             | F    | 2025       |
| マドリード               | SF   | 2025       |
| ローマ                   | SF   | 2025       |
| カナダ                   | 3R   | 2023, 2025 |
| シンシナティ             | 2R   | 2023, 2024 |
| 上海                     | 2R   | 2023       |
| パリ                     | QF   | 2022       |
| オリンピック             | B    | 2024       |
| デビスカップ             | W    | 2023, 2024 |
| ユナイテッド・カップ     | F    | 2023       |
| Next Gen ATPファイナルズ | RR   | 2021, 2022 |

## ATPチャレンジャー・ITFフューチャーズ決勝

### シングルス: 5回 (3勝2敗)
| 大会グレード                  |
| ATPチャレンジャーツアー (1–2) |
| ITFフューチャーズ (2–0)       |

| 結果   | No. | 日時       | 大会           | サーフェス    | 対戦相手            | スコア             |
| ------ | --- | ---------- | -------------- | ------------- | ------------------- | ------------------ |
| 優勝   | 1.  | 2019年10月 | M15 アンタルヤ | クレー        | Fabian Marozsan     | 7-5, 6-2           |
| 優勝   | 2.  | 2019年10月 | M15 アンタルヤ | クレー        | Ronald Slobodchikov | 6-4, 6-1           |
| 優勝   | 1.  | 2020年10月 | フォルリ       | クレー        | チアゴ・モンテイロ  | 7-6, 7-6           |
| 準優勝 | 1.  | 2021年1月  | アンタルヤ1    | クレー        | ハウメ・ムナール    | 7-6(9-7), 2-6, 2-6 |
| 準優勝 | 2.  | 2021年2月  | ビエッラ       | ハード (屋内) | クォン・スンウ      | 2-6, 3-6           |

## ジュニアグランドスラム決勝
| 結果   | 年     | 大会         | サーフェス | 対戦相手                   | スコア               |
| ------ | ------ | ------------ | ---------- | -------------------------- | -------------------- |
| 準優勝 | 2018年 | 全米オープン | ハード     | チアゴ・ザイボチ・ヴィウチ | 1-6, 6-2, 2-6        |
| 優勝   | 2019年 | 全豪オープン | ハード     | エミリオ・ナヴァ           | 4-6, 6-2, 7-6(14-12) |